# Aya Hirano
Aya Hirano (em japonês: 平野綾; romaniz.: Hirano Aya; nascida em Nagoya, Aichi, Japão, em 8 de outubro de 1987) é uma dubladora (seiyū), atriz e cantora japonesa. Participou em diversos animes, muitos deles como personagem principal. Como cantora fez aparições em diversos reclames de TV, temas de animes/jogos e possui uma discografia com 10 singles, 3 álbuns e mais de 100 compilações em anisongs (música de anime). Mede 1,59 m de altura e tem o tipo sanguíneo O.

## Sumário

### História
1998
- Começa sua carreira artística aos 10 anos de idade como personalidade infantil em comerciais da televisão japonesa.

2001
- Estreia como seiyū no anime Tenshi no Shippo.

2002
- Com outras 2 artistas, Ayaka Ito e Yūki Yoshida forma o grupo Springs (4 singles e 1 álbum).

2006
- Entra na universidade de Tamagawa (Tóquio) mas só frequenta uma única semana.
- No dia 8 de Março inicia a sua carreira de cantora solo com lançamento do single Breakthrough
- Com o tema do anime The Melancholy of Haruhi Suzumiya lança seu segundo single Bouken Desho Desho no qual consegue entrar no TOP10 do ranking musical Japonês.
- Em 8 de Julho do mesmo ano junto a outras duas seiyūs, Minori Chihara e Yuko Goto, apresenta se no maior evento de anisongs do Japão, o Animelo Summer Live 2006 - OUTRIDE -, confirmando sua popularidade entre os maiores artistas do mesmo gênero.

2007
- É indicada e vence a primeira edição do Seiyū Award como seiyū estreante.
- Com o tema do anime Lucky Star (mangá) junto à Emiri Kato e Kaori Fukuhara lança o single Motteke! Sailor Fuku, atingindo o segundo lugar do ranking musical Japonês.

2008
- Vence novamente o Seiyū Award.
- Dia primeiro de Maio funda o seu fanclub, o Hirano Juku (平野塾), hoje com mais de 6 000 membros.
- No dia 16 de Julho lança seu primeiro álbum RIOT GIRL e logo em seguida realiza sua primeira turnê, RIOT TOUR.

2009
- Junto à segunda temporada do anime The Melancholy of Haruhi Suzumiya lança seu nono single Super Driver atingindo a terceira colocação do ranking musical Japonês.
- No dia 18 de Novembro lança seu segundo álbum, Speed Star (quarta colocação do ranking japonês) e logo no mês seguinte realiza sua segunda turnê, Speed Star Tours com 7 shows (1 em Nagoya, 2 em Yokohama, 2 em Osaka e 2 em Tóquio.
- Faz a dublagem Lucy Heartfilia, no anime Fairy Tail.

2010
- Logo após o fim do Speed Star Tours ela passa mal e é internada (Tumor pituitário) cancelando assim vários eventos e shows.
- Como promoção do single Hysteric Barbie vai a Akihabara em uma visita surpresa.
- Eleita como personalidade do "FUJIBIJI" (ふじびじ).
- Comenta a sua vida amorosa em TV aberta causando polêmica entre os otakus.
- Dia 7 de Agosto participa do "Mezamashi Live", matando a saudade de muitos fans.
- No dia 23 de Dezembro realiza seu único live completo de 2010 no AKASAKA BLITZ.

2011
- Em Janeiro atua na novela japonesa Sazaesan.
- Após o lançamendo do álbum AYA MUSEUM, termina seu contrato com a gravadora Lantis.
- Em Julho atua no musical Arashigaoka (嵐が丘).
- Fotos sobre escândalo envolvendo a Aya é publicado na revista BUBKA.
- Dia 20 de Agosto terminou seu contrato com a agânecia Space Craft assim como o seu fã clube Hirano Juku.
- Nesse mesmo dia foi confirmado sua nova agência (grick) e um novo fã clube foi criado. (AYATOMO)
- Dia 8 de Outubro fez show no NICOFARRE comemorando seu aniversário e criação do novo fã clube (somente para membros do fã clube). Esse show foi apresentado ao vivo pelo site nico nico douga.

2012
- Em Janeiro começou à atuar nas novelas Muse no Kagami e Konnano Idol janain!?.
- Dia 13 de Fevereiro lança o seu novo site.
- Dia 19 de Fevereiro faz show no Okinawa International Anime Contents Summit cantando músicas do anime  The Melancholy of Haruhi Suzumiya .
- Dia 22 de Março canta no live『2.5D presents OUTERNET』em comemoração ao lançamento do seu novo álbum.
- Dia 16 de Junho começa a sua nova turnê, o Aya Hirano FRAGMENTS LIVE TOUR 2012
- Dia 30 de Junho faz seu primeiro show internacional no Korea AX (Coreia do Sul)
- Dia 27 à 29 de Julho apresenta se no OTAKON 2012 nos Estados Unidos (Baltimore, Maryland)

## Anime
2001
- Tenshi no Shippo (Saru no Momo)

2002
- Kiddy Grade (Lumière)

2003
- Tenshi no Shippo Chu! (Saru no Momo)
- Bakuten Shoot Beyblade G Revolution (MingMing)

2004
- Battle B-Daman (Charat)

2005
- Eyeshield 21 (Mamori Anezaki)
- Battle B-Daman: Fire Spirits (Pheles)
- Canvas 2 ~Niji Iro no Sketch~ (Sumire Misaki)

2006
- Galaxy Angel-Rune (Kahlua/Tequila Marjoram)
- School Rumble (2nd Season) (Yoko Sasakura)
- A Melancolia de Suzumiya Haruhi (Haruhi Suzumiya) (prêmio de melhor dubladora no Tokyo Anime Awards 2007)
- Doraemon: Zeusdesu Naida (Tarance Claw)
- Sumomomo Momomo (Sanae Nakajima)
- NANA (Reira Serizawa)
- Death Note (Misa Amane)
- Himawari! (Shikimi)
- Busou Renkin (Mahiro Muto)
- Renkin 3-kyū Magical ? Pokān (Pachira)

2007
- Gakuen Utopia Manabi Straight! (Mei Etoh)
- Soreike! Anpanman (Tanpopochiyan, Kokinchiyan)
- Lucky ☆ Star (Konata Izumi) (Prêmio de melhor dubladora no Seiyu Awards 2007)
- Hello Kitty: Apple Forest and the Parallel Town (Emily)
- Dragonaut -The Resonance- (Makreen Garnet)
- Himawari!! (Shikimi)

2008
- Akaneiro ni Somaru Saka (Minato Nagase)
- Hyakko (Ayumi Nonomura)
- Linebarrels of Iron (Kujō Miu)
- Mokke (Reiko Nagasawa)
- Moegaku 5 (Megamisama)
- Macross Frontier (Mina Roshan, Nene Rora)
- Niju Menso no Musume (Chizuko Mikamo)
- Zettai Karen Children (Kaoru Akashi)

2009
- Maria†Holic (Shizu Shidō)
- White Album (Yuki Morikawa)
- Lost Canvas (Sasha - Atena)
- A Melancolia de Suzumiya Haruhi 2009 (Haruhi Suzumiya)
- Queen's Blade ( Nanael )
- Fairy Tail (Lucy Heartphilia, Layla Heartfilia)
- Dragon Ball Kai (Dende)
- Kimi ni Todoke (Ume Kurumizawa)

2010
- Jewlpet Tinkle (Garnet)
- Nurarihyon no Mago (Ienaga Kana)
- Seikon no Qwaser (Katja)
- Kuroshitsuji (Hannah Anafeloz)
- Lupin the 3rd

2011
- Kimi ni Todoke 2nd Season (Ume Kurumizawa)
- Jewelpet Sunshine (Garnet)
- Seikon no Qwaser II (Katja)
- Nichijou -NARRAÇÃO-
- Nurarihyon no Mago: Sennen Makyou (Ienaga Kana)
- Maria†Holic Alive (Shizu Shidō)
- Hunter x Hunter (2011) (Menchi)

2012
- Gintama (Imai Nobume)
- Jewelpet Kira☆Deco! (Midori Akagi)
- Soreike! Anpanman (Ice Swan)
- Recorder to Randoseru (Sayo)
- Recorder and Randsell Re (Sayo)
- Girls und Panzer (Alisa)
- Himitsu no Akko-chan Flash Anime (Akko-Chan)

2013
- Gatchaman Crowds (Paiman)
- Jewelpet Happiness (Garnet, Nobara Kitajima)
- Recorder and Randsell Mi♪ (Sayo)
- Zettai Karen Children: The Unlimited (Kaoru Akashi)

2014
- Fairy Tail (Lucy Heartfilia)
- Kiseijuu: Sei no Kakuritsu (Migi)

2015
- Nagato Yuki-chan no Shoushitsu (Haruhi Suzumiya)

### OVA
- Amuri in Star Ocean (Femina Novum)
- Fist of the North Star: The Legend of Toki (Sara)
- Gakuen Utopia Manabi Straight! (Mei Etoh)
- Itsudatte My Santa! (Mai)
- Kawa no Hikari (Wanko)
- Lucky Star OVA (Konata Izumi)
- Lupin the Third: GREEN vs. RED (Yukiko)
- Hoshi no Umi no Amuri (Femina Novum)
- School Rumble Sangakki (Yoko Sasakura)
- Saint Seiya: The Lost Canvas (Sasha/Athena)
- To (Ariina)
- Fairy Tail(Lucy Heartfillia)

## Video game
- Yakuza 4 como Hanna assistente do Akiyama
- Eyeshield 21 MAX DEVILPOWER!, * Eyeshield 21 Playing American Football! e Eyeshield 21 Portable Edition como Mamori Anezaki
- Finalist como Honoka Serizawa
- Galaxy Angel II como Kahlua/Tequila Majoram
- Tenshi no Shippo como Saru no Momo
- Trusty Bell como Polka
- Luminous Arc como Lucia

## Televisão
- AniGiga (NHK BS2) (2nd time guest)
- Brave MAP Special: We will show you the faces behind the people who do popular Anime characters' voices!! Best 50
- AniPara Music-place (Guest)
- Hey! Hey! Hey! Music Champ - Rank-In Corner (Fuji Television | 3 de julho de 2006)
- Kaitai-Shin Show (NHK General | abril de 2007)
- Mario School (TV Tokyo | outubro de 2000 - março de 2001)
- Moegaku (Host)
- Radical (Commentary)
- Super Advancement Broadcast BONZO! (Tokyo MX | 24 de agosto de 2007)
- Tenshi no Voice (SKY PerfecTV! ch.371 | 9th Broadcast)
- Just Aya Hirano TV (平野綾だけTV Hirano Aya dake TV?) (Fuji TV 2 | abril de 2009)[23] (Host)

## Novelas
- 2001:Multiple Personality Detective Psycho - Kazuhiko Amamiya Returns (Lolita ℃)

## Rádio
- 2001-2002 : Tenshi no Shippo: Home Party
- 2006: Galaxy Angel Radio
- 2006: SOS Dan Radio Shibu
- 2007: Radio Anime Romakkisu (6 de outubro de 2007)
- 2007: Sumomo Radio (Ended)
- 2009: Anime Workshop (アニコボー AniKobō?) (Nippon Broadcasting | Abril 2009)

## Teatro
- 2013: Les Misérables (Éponine) - Abril a Outubro

## Cinema
- 2021: Encanto, como Isabela Madrigal

## Books
- 2000: Lolita no Ondo ISBN 4-04-853272-3
- 2007: 1/19 Bpm ISBN 978-4-07-258106-3
- 2007: Hirano Aya Hajimete Story ISBN 978-4-07-258101-8
- 2007: Hirano Aya Photo Collection H 〜STAIRWAY to 20〜 ISBN 978-4-04-854096-4
- 2008: Aya FILE.1
- 2009: Girlfriend ISBN 978-4-8470-4175-4
- 2009: Brand New Day 〜Aya no koto 〜 ISBN 978-4-04-854368-2
- 2009: AyaFILE.special edition 〜1stLIVE2008「RIOT TOUR」LIVE PHOTOBOOK〜
- 2010: Hirano aya' 08 -' 10 Aya ISBN 978-4-07-273933-4
- 2010: Aya FILE.2 -All Off Shot Album-
- 2012: PHOTO BOOK Aya Hon ISBN 978-4-5753-0484-8

## Discografia

### Singles (originais solo)
|    | Título                   | Lançamento              |
| -- | ------------------------ | ----------------------- |
| 1  | Breakthrough             | 8 de Março de 2006      |
| 2  | Bouken Desho Desho?      | 26 de Abril de 2006     |
| 3  | Ashita no Prism          | 6 de Setembro de 2006   |
| 4  | LOVE★GUN                 | 10 de Outubro de 2007   |
| 5  | Neophilia                | 7 de Novembro de 2007   |
| 6  | MonStAR                  | 5 de Dezembro de 2007   |
| 7  | Unnamed World            | 23 de Abril de 2008     |
| 8  | Set me Free/Sing a Song! | 29 de Abril de 2009     |
| 9  | Super Driver             | 22 de Julho de 2009     |
| 10 | Hysteric Barbie          | 23 de Junho de 2010     |
| 11 | TOxxxIC                  | 20 de Fevereiro de 2013 |
| 12 | Promise                  | 9 de Outubro 2013       |

### Singles (colaborativos)
|   | Título               | Lançamento            | Nota       |
| - | -------------------- | --------------------- | ---------- |
| 1 | Namida NAMIDA namida | 8 de Setembro de 2008 | com Tsunku |

### Álbuns
|   | Título     | Lançamento             | Nota       |
| - | ---------- | ---------------------- | ---------- |
| 1 | RIOT GIRL  | 16 de Julho de 2008    |            |
| 2 | Speed☆Star | 18 de Novembro de 2009 |            |
| 3 | AYA MUSEUM | 25 de Maio de 2011     |            |
| 4 | FRAGMENTS  | 23 de Maio de 2012     | Mini-Album |

## Live Tour
|   | Título                              | Data | Local |
| - | ----------------------------------- | --- | --- |
| 1 | 1st LIVE 2008 RIOT TOUR             | 16 de Novembro, 2008 | Akasaka BLITZ |
| 2 | 2nd LIVE 2009 Speed☆Star TOUR       | - 18 de Dezembro, 2009 - 20 de Dezembro, 2009 - 23 de Dezembro, 2009 - 26 de Dezembro, 2009 - 27 de Dezembro, 2009 - 2 de Janeiro, 2010 - 3 de Janeiro, 2010 | - Zepp Nagoya - Yokohama BLITZ - Yokohama BLITZ - Nanba Hatch - Nanba Hatch - JCB Hall - JCB Hall                                                |
| 3 | 3rd LIVE 2010 Kiss me TOUR          | 23 de Dezembro, 2010 | Akasaka BLITZ |
| 4 | Aya Hirano FRAGMENTS LIVE TOUR 2012 | - 16 de Junho, 2012 - 17 de Junho, 2012 - 22 de Junho, 2012 - 23 de Junho, 2012 - 30 de Junho, 2012 - 7 de Julho, 2012 - 8 de Julho, 2012                    | - Shizuoka Sunash - Nagoya Electric Lady Land - Akasaka BLITZ - Sendai Darwin - Korea AX (Coreia do Sul) - Fukuoka DRUM Be-1 - Osaka Umeda AKASO |

## Premiações
Recebeu o premio de melhor seiyu no Tokyo Anime Awards de 2007 pela dublagem de Haruhi Suzumiya na série de anime The Melancholy of Haruhi Suzumiya e, no mesmo ano, como melhor dubladora pelo maior concurso de dubladores do Japão, o Seiyu Awards; através da dublagem de Izumi Konata de Lucky Star.